# Salkowszczyzna
Salkowszczyzna [salkɔfʂˈt͡ʂɨzna] es un asentamiento ubicado en el distrito administrativo de Gmina Sulejów, dentro del Distrito de Piotrków, Voivodato de Łódź, en Polonia central. Se encuentra aproximadamente a 10 kilómetros al sur de Sulejów, a 20 kilómetros al sureste de Piotrków Trybunalski, y a 64 kilómetros al sureste de la capital regional Lodz.